# Macrocystidia
Macrocystidia es un género de hongos en la familia Marasmiaceae. El género contiene cinco especies que colectivamente tienen una distribución amplia.